# Estland i olympiska spelen
Estland har deltagit i 18 olympiska spel (10 sommar, 8 vinter) sedan 1920. Av dessa medverkade de i 7 spel under självständigheten under mellankrigstiden (5 sommar, 2 vinter) och övriga 11 spel (5 sommar, 6 vinter) har de medverkat i efter självständigheten från Sovjetunionen 1991.
Estland har tagit totalt 38 medaljer, 31 på sommar-OS och 7 på vinter-OS. Av dessa medaljer tog de 21 stycken (alla på sommar-OS) under mellankrigstiden och övriga 17 efter självständigheten 1991.

## Medaljer
| Guld | Silver | Brons | Totalt antal medaljer |
| ---- | ------ | ----- | --------------------- |
| 13   | 10     | 15    | 38                    |

### Samtliga medaljörer
| Gren                                                   | Spel        | Namn                         | Guld | Silver | Brons |
| Tyngdlyftning, Lättvikt, herrar                        | 1920 sommar | Alfred Neuland               | X    |        |       |
| Friidrott, Maraton, herrar                             | 1920 sommar | Jüri Lossmann                |      | X      |       |
| Tyngdlyftning, Fjädervikt, herrar                      | 1920 sommar | Alfred Schmidt               |      | X      |       |
| Brottning, Grekisk-Romersk stil, Bantamvikt, herrar    | 1924 sommar | Eduard Pütsep                | X    |        |       |
| Tyngdlyftning, Mellanvikt, herrar                      | 1924 sommar | Alfred Neuland               |      | X      |       |
| Tyngdlyftning, Mellanvikt, herrar                      | 1924 sommar | Johannes Kikas               |      |        | X     |
| Friidrott, Tiokamp, herrar                             | 1924 sommar | Aleksander Klumberg-Kolmpere |      |        | X     |
| Tyngdlyftning, Tungvikt, herrar                        | 1924 sommar | Harald Tammer                |      |        | X     |
| Brottning, Grekisk-Romersk stil, Mellanvikt, herrar    | 1924 sommar | Roman Steinberg              |      |        | X     |
| Brottning, Fri stil, Lättvikt, herrar                  | 1928 sommar | Osvald Käpp                  | X    |        |       |
| Brottning, Grekisk-Romersk stil, Fjädervikt, herrar    | 1928 sommar | Voldemar Väli                | X    |        |       |
| Tyngdlyftning, Tungvikt, herrar                        | 1928 sommar | Arnold Luhaäär               |      | X      |       |
| Segling, 6 m-klassen, herrar                           | 1928 sommar | R 6 Tutti V                  |      |        | X     |
| Brottning, Grekisk-Romersk stil, Mellanvikt, herrar    | 1928 sommar | Albert Kusnets               |      |        | X     |
| Brottning, Grekisk-Romersk stil, Tungvikt, herrar      | 1936 sommar | Kristjan Palusalu            | X    |        |       |
| Brottning, Fri stil, Tungvikt, herrar                  | 1936 sommar | Kristjan Palusalu            | X    |        |       |
| Boxning, Lättvikt, herrar                              | 1936 sommar | Nikolai Stepulov             |      | X      |       |
| Brottning, Fri stil, Lätt tungvikt, herrar             | 1936 sommar | August Neo                   |      | X      |       |
| Tyngdlyftning, Tungvikt, herrar                        | 1936 sommar | Arnold Luhaäär               |      |        | X     |
| Brottning, Grekisk-Romersk stil, Lättvikt, herrar      | 1936 sommar | Voldemar Väli                |      |        | X     |
| Brottning, Grekisk-Romersk stil, Lätt tungvikt, herrar | 1936 sommar | August Neo                   |      |        | X     |
| Cykling, Individuell sprint, damer                     | 1992 sommar | Erika Salumäe                | X    |        |       |
| Segling, 470, herrar                                   | 1992 sommar | Tõnu Tõniste; Toomas Tõniste |      | X      |       |
| Friidrott, Tiokamp, herrar                             | 2000 sommar | Erki Nool                    | X    |        |       |
| Judo, Lätt medelvikt, herrar                           | 2000 sommar | Aleksei Budõlin              |      |        | X     |
| Judo, Tungvikt, herrar                                 | 2000 sommar | Indrek Pertelson             |      |        | X     |
| Längdskidåkning, 15 km klassisk stil, herrar           | 2002 vinter | Andrus Veerpalu              | X    |        |       |
| Längdskidåkning, 50 km klassisk stil, herrar           | 2002 vinter | Andrus Veerpalu              |      | X      |       |
| Längdskidåkning, 15 km klassisk stil, herrar           | 2002 vinter | Jaak Mae                     |      |        | X     |
| Rodd, Singelsculler, herrar                            | 2004 sommar | Jüri Jaanson                 |      | X      |       |
| Friidrott, Diskus, herrar                              | 2004 sommar | Aleksander Tammert           |      |        | X     |
| Judo, Tungvikt, herrar                                 | 2004 sommar | Indrek Pertelson             |      |        | X     |
| Längdskidåkning, 15 km klassisk stil, herrar           | 2006 vinter | Andrus Veerpalu              | X    |        |       |
| Längdskidåkning, Dubbeljakt 15 km, damer               | 2006 vinter | Kristina Šmigun              | X    |        |       |
| Längdskidåkning, 10 km klassisk stil, damer            | 2006 vinter | Kristina Šmigun              | X    |        |       |
| Rodd, Dubbelsculler, herrar                            | 2008 sommar | Jüri Jaanson: Tõnu Endrekson |      | X      |       |
| Friidrott, Diskus, herrar                              | 2008 sommar | Gerd Kanter                  | X    |        |       |
| Längdskidåkning, 10 km fristil, damer                  | 2010 vinter | Kristina Šmigun-Vähi         |      | X      |       |